# 1408 (電影)
《1408》（英語：1408）是一部2007年美國心理恐怖電影，根據史蒂芬·金的1999年同名短篇小說《1408》改編，由瑞典導演米高·希夫斯敦執導，演員包括約翰·庫薩克、山繆·傑克森與瑪莉·麥柯馬克等。

## 劇情
一位個性鐵齒，只相信自己直覺的恐怖名小說家麥可·恩斯林（約翰·庫薩克飾）在某晚來到一家旅館，負責管理旅館的歐林經理（山繆·傑克遜飾）告訴恩斯林有關這家旅社中有間鬧鬼的禁忌房間1408號房，凡事住進1408房的旅客都再也沒活著離開與退房過，不信邪的恩斯林不顧勸告執意住進1408房。當恩斯林打開這間房間的瞬間後開始完全超出他原本所預期的詭異許多，這間房門將會被永遠鎖上，而房內無法預測的異象將不時襲擊恩斯林，恩斯林開始發現這個噩夢般的夜晚將會是個漫漫長夜……

## 演員
- 約翰·庫薩克 飾演 麥可·恩斯林（Mike Enslin）
- 山繆·傑克森 飾演 傑拉德·歐林（Gerald Olin）
- 瑪莉·麥柯馬克（英语：Mary McCormack） 飾演 莉莉·恩斯林（Lily Enslin）
- 傑西米·傑西卡·安東尼（英语：Jasmine Jessica Anthony） 飾演 凱蒂·恩斯林（Katie Enslin）
- 托尼·夏爾赫布 飾演 山姆（Sam Farrell）
- Len Cariou（英语：Len Cariou） 飾演 麥可的父親
- 小伊塞亞·維特洛克（英语：Isiah Whitlock Jr.） 飾演 Hotel Engineer
- 基姆·湯姆森（英语：Kim Thomson） 飾演 Hotel Desk Clerk
- 賓尼·尤奎德茲（英语：Benny Urquidez） 飾演 Claw Hammer Maniac
- 安德魯-李·波茲 飾演 Mailbox Gu
- Jules de Jongh（英语：Jules de Jongh） 飾演 the Female Front-Desk Voice on the Phone（未掛名）

## 故事結局

### 電影版
Mike放火燒房間身陷火海中，酒店經理Olin在葬禮後將Mike的遺物給Lily，但是Lily沒有接受Mike的遺物後離開。Olin打開盒子開錄音機聽到Mike和女兒Katie的對話，電影的最後是變成鬼魂的Mike在1408號房內抽煙時聽到他女兒的呼喚後走出1408房。

### DVD版
導演米高·希夫斯敦再次拍攝《1408》的結局，因為試片觀眾認為原本的結局給人太多「低沉」感。此版本的結局收錄在DVD發行。Mike放火烧房间，但最终被赶来的消防队员所救。康复后Mike整理自己在1408被烧毁的物品，拿出录音磁带，播放后听见了女儿的声音。

## 外部連結
- 官方網站（页面存档备份，存于）
- Yahoo!上的獨家宣傳短片
- 互联网电影数据库（IMDb）上《1408》的资料（英文）
- 在AMG上的資料（页面存档备份，存于）
- 爛番茄上《1408》的資料（英文）
- 與1408導演的訪問（页面存档备份，存于）